# ターラント
ターラント（伊: Taranto ( 音声ファイル)）は、イタリア共和国プーリア州南部にある都市で、その周辺地域を含む人口約20万人の基礎自治体（コムーネ）。ターラント県の県都である。

## 概要
南イタリアではナポリ、バーリに次いで3番目に大きな都市である。ターラントは重要な軍港と商業港を有し、製鉄所、石油精製工場、化学工場、造船所（軍艦）、食品加工工場等が存在する。また、ターラントは1940年にイギリス軍のタラント空襲があったことでも有名である。
2023年-2024年シーズンをセリエCリーグで戦うプロサッカーチーム、ターラントFC1927が本拠地を置く。2023年9月、ホームにカルチョ・フォッジャ1920を迎えた試合で勝利した直後、相手チームのサポーターが発煙筒などで放火。スタジアムが炎上する事件が起きた。

## 名称
Taranto は標準イタリア語で [ˈtaːranto] と発音される。

## 地理

### 位置・広がり
ターラント県中部に位置するコムーネ。ターラント湾に面した港湾都市で、ブリンディジから西南西へ約62km、州都バーリから南南東へ約79km、コゼンツァから北東へ約155km、ナポリから東南東へ約255kmの距離にある。

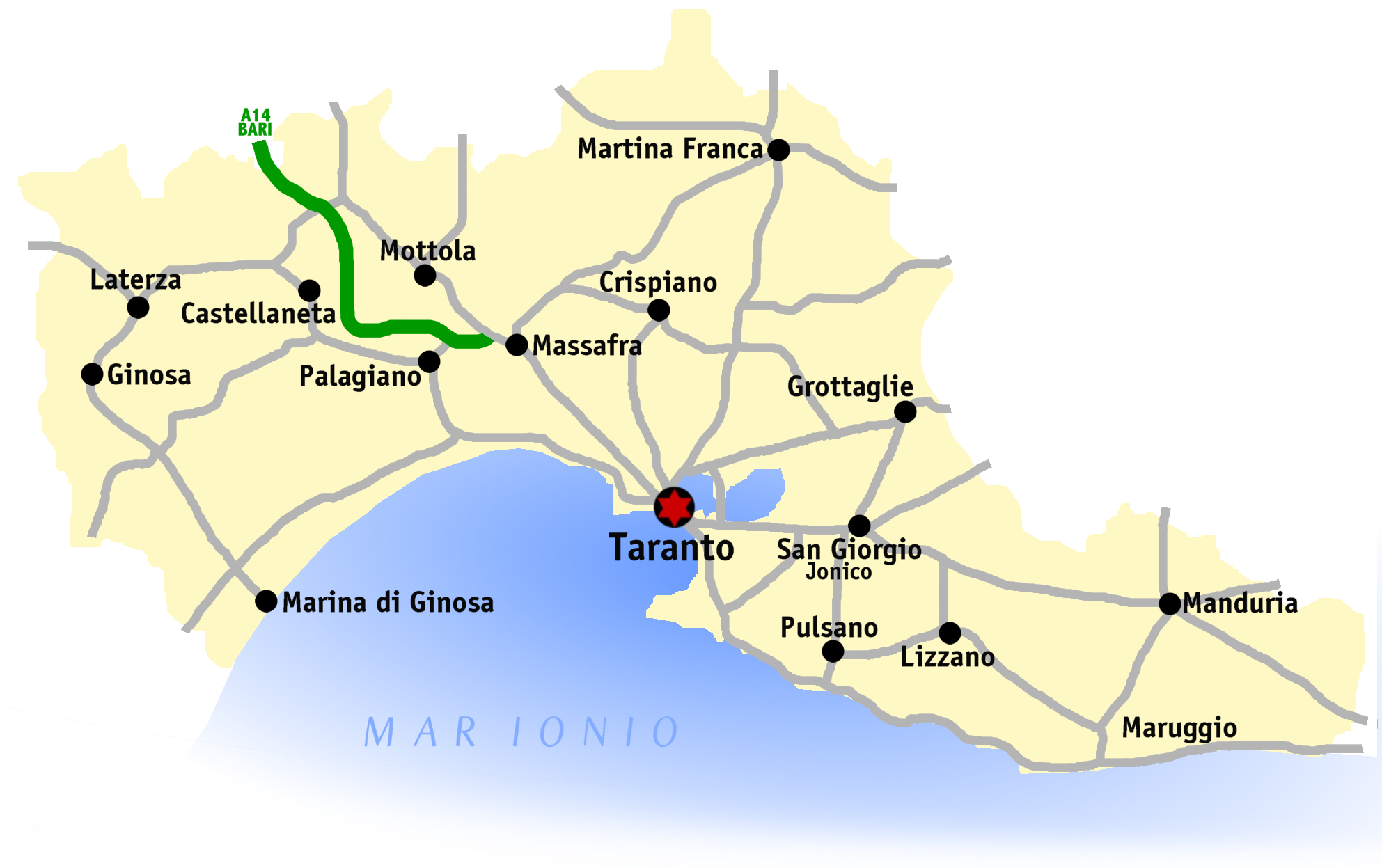
ターラント県概略図

コムーネは多数の飛び地を抱える。

#### 隣接コムーネ
コムーネ本体に隣接するコムーネは以下の通り。
- スタッテ - 北
- モンテメーゾラ - 北東
- グロッターリエ - 北東
- モンテイアージ - 東
- サン・ジョルジョ・イオーニコ - 東
- ファッジャーノ - 南東
- プルサーノ - 南東
- レポラーノ - 南
- マッサフラ - 北西

飛び地により、以下のコムーネに隣接する。BRはブリンディジ県所属を示す。
- カロジーノ
- フラガニャーノ
- リッツァーノ
- モンテパラーノ
- ロッカフォルツァータ
- サン・マルツァーノ・ディ・サン・ジュゼッペ
- ヴィッラ・カステッリ (BR)

## 歴史

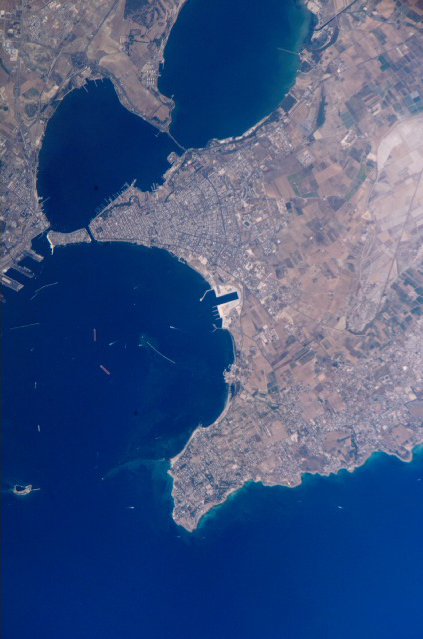
ターラント(NASA)

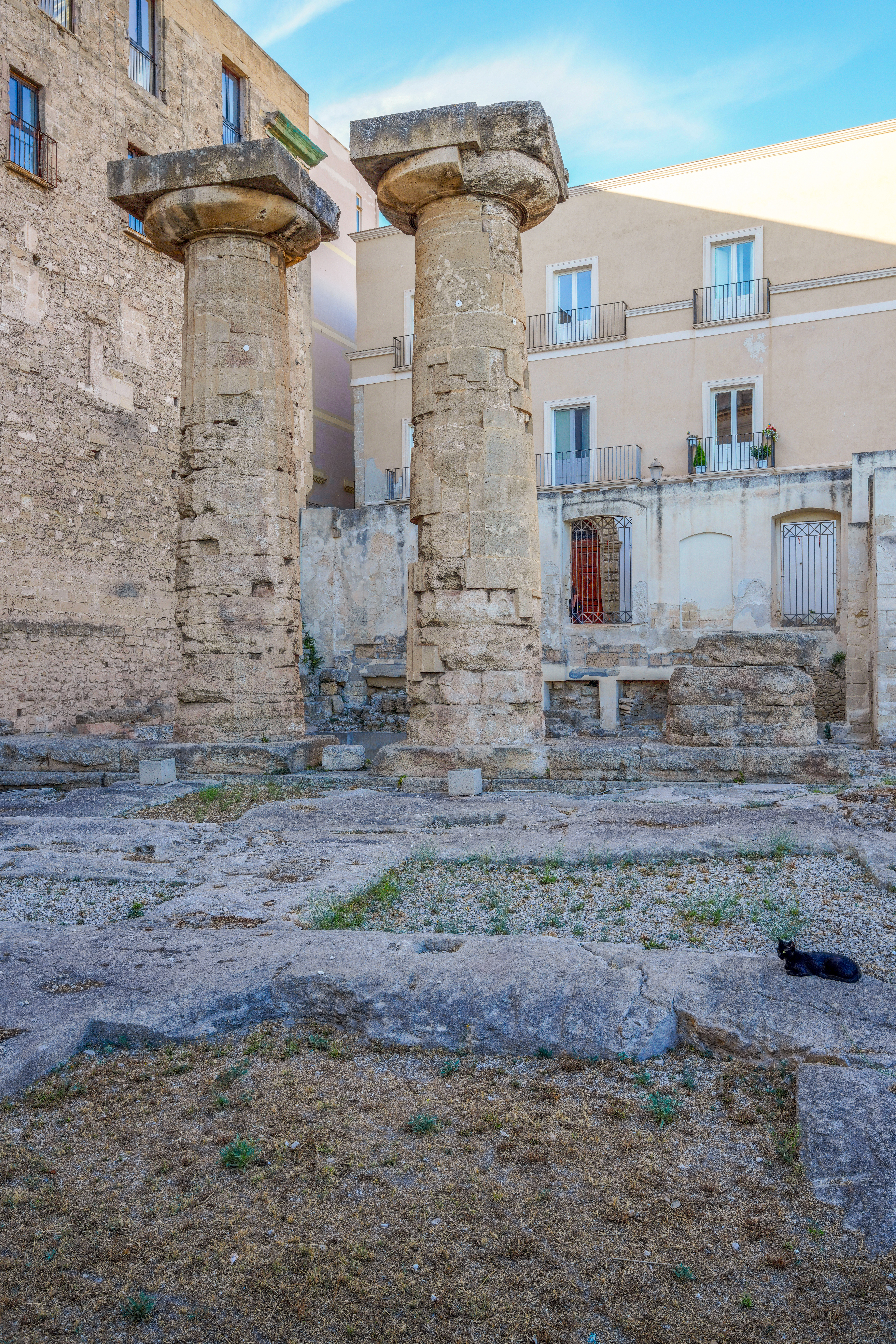
ギリシア時代の遺跡

ターラントの歴史は古代ギリシアの植民地が置かれた紀元前8世紀まで遡る。スパルタからの植民者は、この町を神話の英雄ターレスにちなんでターレスと呼んだ。古代ギリシア時代には、都市は半島の位置にあり東はネクロポリスであった。現代の都市はそれらの上に拡張されている。
紀元前3世紀初頭、マグナ・グラエキアのギリシア人たちは、北方から勢力を拡大するローマ（共和政ローマ）と対立した。紀元前282年、ターラント湾を航行するローマ船団への攻撃を理由として、ローマはターレスに宣戦を布告した。これに対し、ターレスはエペイロスのピュロス王に支援を要請。ピュロス王は大軍をイタリア半島に送り込み、ピュロス戦争（紀元前280年 - 紀元前275年）が展開された。
紀元前272年、ターレスはローマによって占領された。ローマ人は、ローマからアッピア街道をこの町まで延ばし、この町をタレントゥムと呼んだ。
二つの湾があるため、ターラントは二つの海の都市とも呼ばれることがある。マーレ・グランデ（大きな海の意）の商業港は、イオニア海のターラント湾に面し、西にあるサンピエトロ島とサンパオロ島という2つの小島に守られた位置にある。反対側のマーレ・ピッコロ（小さな海の意）の港は古い都市により発展し、漁業が盛んである。マーレ・ピッコロにある軍港は戦略的に重要なため、19世紀の終わりに港に戦艦を入れるための運河が半島を横断して掘られて、古代ギリシア人の町は島になった。 
本国では南北の経済格差が社会問題となっており、バノーニ計画を元に第二次世界大戦後、南部開発と経済発展を目的として臨海部に鉄鋼コンビナートが建設された。
現在のターラントは、中央の島の旧市街、東の新市街、西の工業地区の3つに大きく分かれている。

## 行政

### 分離集落
ターラントには、以下の分離集落（フラツィオーネ）がある。
- Lido Azzurro, Lido Bruno, Talsano, San Vito, Lama, Buffoluto, Patrovaro, Salina Grande, Tamburi, Paolo VI, San Donato, Palumbo, Torretta Mare, Torre Blandamura (Litoranea), Sanarica

## 人物

### 著名な出身者
- アルキタス - 紀元前5-4世紀の哲学者・数学者・政治家。
- ジョヴァンニ・パイジエッロ - 18-19世紀のオペラ作曲家。
- ロベルタ・ビンチ - テニス選手。

### ゆかりの人物
- ボエモン1世 - 第一回十字軍の指導者。ターラント公。

## 姉妹都市
- ブレスト、フランス
- モスクワ、ロシア
- スパルタ、ギリシャ

## ギャラリー
- Castello Aragonese
- Castello Aragonese
- Giardini del Peripato
- Stazione Taranto